# María José Córdova
María José Córdova es una productora mexicana de cine y televisión mejor conocida por  La casa de las flores.

## Trayectoria
María José Córdova nació en  Hermosillo, México. Se licenció en Cinematografía y ha sido profesora del  Centro de Capacitación Cinematográfica (CCC) en la Ciudad de México y de la  Escuela Internacional de Cine y Televisión (EICTV)  en San Antonio de Los Baños, Cuba.
Empezó su carrera trabajando en distintos puestos de producción en películas independientes, entre ellas, Heli que se estrenó en el Festival de Cannes, donde Amat Escalante ganó Mejor Director.
Su primera incursión en la televisión fue  La casa de las flores. La serie fue un éxito en Latinoamérica y marcó el comienzo de una sucesión de varias producciones televisivas para Netflix.
En paralelo, y continuando con su compromiso con el cine de autor, Córdova produjo  Eureka de Lisandro Alonso, Las niñas bien de Alejandra Márquez Abella, Cómprame un Revólver de Julio Hernández Cordón y Los adioses de Natalia Beristáin, entre otras.
En 2020 se estrenó la serie Alguien tiene que morir que está ambientada en Madrid durante la dictadura de Francisco Franco. A partir de ese momento, Córdova comenzó a producir en España. Entre sus producciones españolas destacan las series Érase una vez... pero ya no protagonizada por Sebastián Yatra y Sagrada familia.
Su proyecto más reciente, Oca,  es la ópera prima de Karla Badillo, protagonizada por Cecilia Suárez. Se estrenará en el Festival Internacional de Cine de Toronto. 

## Filmografía

#### Cine
| Año  | Título                             | Crédito      | Director/a               |
| ---- | ---------------------------------- | ------------ | ------------------------ |
| 2025 | Oca                                | Productora   | Karla Badillo            |
| 2024 | Fiesta en la Madriguera            | Productora   | Manolo Caro              |
| 2023 | Temporada de huracanes             | Productora   | Elisa Miller             |
| 2023 | El último vagón                    | Productora   | Ernesto Contreras        |
| 2023 | Eureka                             | Coproductora | Lisandro Alonso          |
| 2022 | Ruido                              | Productora   | Natalia Beristáin        |
| 2021 | Anónima                            | Productora   | María Torres             |
| 2018 | Perfectos desconocidos             | Productora   | Manolo Caro              |
| 2018 | Bayoneta                           | Productora   | Kyzza Terrazas           |
| 2018 | Las niñas bien                     | Productora   | Alejandra Márquez Abella |
| 2018 | Cómprame un Revólver               | Productora   | Julio Hernández Cordón   |
| 2017 | Los adioses                        | Productora   | Natalia Beristáin        |
| 2016 | La vida inmoral de la pareja ideal | Productora   | Manolo Caro              |

#### Televisión
| Año       | Título                             | Crédito              | Plataforma |
| --------- | ---------------------------------- | -------------------- | ---------- |
| 2025      | Serpientes y escaleras             | Productora Ejecutiva | Netflix    |
| 2022-2023 | Sagrada familia                    | Productora Ejecutiva | Netflix    |
| 2023      | Las viudas de los jueves           | Productora Ejecutiva | Netflix    |
| 2022      | Érase una vez... pero ya no        | Productora Ejecutiva | Netflix    |
| 2022      | Rebelde                            | Productora Ejecutiva | Netflix    |
| 2021      | La Casa de las Flores: la película | Productora Ejecutiva | Netflix    |
| 2020      | Alguien tiene que morir            | Productora Ejecutiva | Netflix    |
| 2018-2020 | La Casa de las Flores              | Productora Ejecutiva | Netflix    |